# Mesure TTL de l'exposition
Pour les articles homonymes, voir TTL.
 (novembre 2014).
Si vous disposez d'ouvrages ou d'articles de référence ou si vous connaissez des sites web de qualité traitant du thème abordé ici, merci de compléter l'article en donnant les références utiles à sa vérifiabilité et en les liant à la section « Notes et références ».
La mesure TTL de l'exposition désigne en photographie la mesure de l'exposition effectuée « à travers l'objectif » (en anglais, through the lens, d’où l’abréviation « TTL »).

## Historique

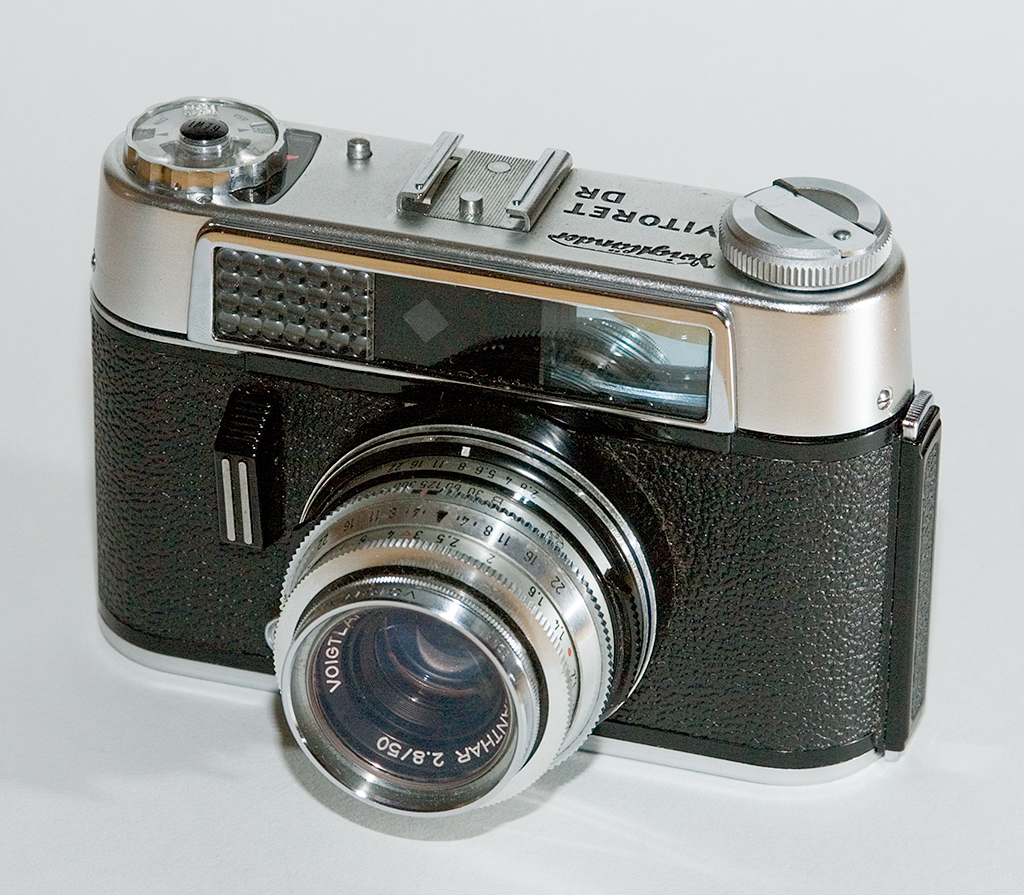
Sur ce Voigtländer, vu de face, à gauche, la cellule photoélectrique derrière sa fenêtre gaufrée et à droite le viseur.

Les premiers posemètres intégrés aux appareils disposent d'une fenêtre sur la face avant avec un angle de champ proche de celui de l'objectif standard. Cette implantation est suffisante avec un objectif fixe, mais devient problématique avec des objectifs interchangeables dont la taille variable peut obstruer la visée.
Sur les reflex mono-objectif, la solution est assez vite trouvée de dévier un peu de lumière au niveau du pentaprisme vers des cellules photoélectriques intégrées sous le capot. Il faut les protéger de la lumière parasite de l'oculaire de visée, d'où le volet ou capot à y placer en cas d'exposition sans l'œil du photographe (au retardateur par exemple).
Le premier fabricant proposant un appareil à mesure TTL de l'exposition est la compagnie japonaise Nikon, avec un prototype d'appareil télémétrique, le SPX. L'appareil utilise les optiques Nikon S pour appareils télémétriques.
La compagnie japonaise Pentax est le premier fabricant à présenter un premier prototype de reflex 35 mm à mesure TTL de l'exposition, le Pentax Spotmatic (en). L'appareil est exposé au salon Photokina de 1960. Le premier reflex à mesure TTL de l'exposition disponible sur le marché est le Topcon RE Super lancé en 1963, dont la cellule CdS est placée derrière le miroir reflex.
L'implantation évolue ensuite pour permettre au contrôle d'exposition de réagir en temps réel aux variations de lumière pendant l'exposition (du fait de la remontée du miroir, les cellules situés au niveau du pentaprisme sont alors aveugles).

## Description
La mesure TTL de l'exposition est le plus souvent associée aux appareils reflex mono-objectif.
Dans la plupart des reflex argentiques ou numériques, la (ou les) cellule(s) de mesure de l'exposition sont intégrées dans le pentaprisme ou le pentamiroir, le composant par lequel un reflex permet au viseur de voir directement à travers l'objectif. Comme le miroir est remonté, la lumière ne peut pas atteindre cette zone lors de la prise de vue, la valeur de l'exposition doit être déterminée avant la prise de vue réelle. Par conséquent, ces cellules peuvent généralement être utilisées seulement pour la mesure TTL de la lumière ambiante. Sur les reflex argentiques les plus récents et sur presque tous les reflex numériques, elles peuvent également être utilisées pour la mesure TTL « préflash », où la mesure est effectuée avant que le miroir ne remonte en émettant un petit éclair (« préflash ») d'intensité connue ; l'intensité nécessaire de lumière flash est extrapolée à partir de la lumière du « préflash » réfléchie par la scène, mesurée par les cellules situées dans le toit de l'appareil et est ensuite appliquée pendant la prise de vue sans aucune possibilité de correction en temps réel.

Position des cellules de mesure TTL de l'exposition dans les reflex
Fenêtre transparente dans le miroir Topcon RE Super
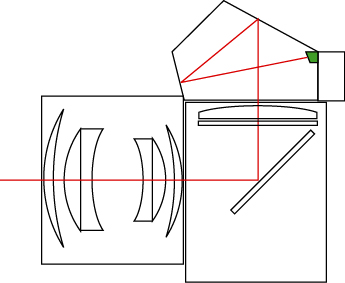
Au-dessus du viseur dans la boîte du pentaprisme Pentax Spotmatic (en), Nikon FM, Canon EOS, Zenit-12
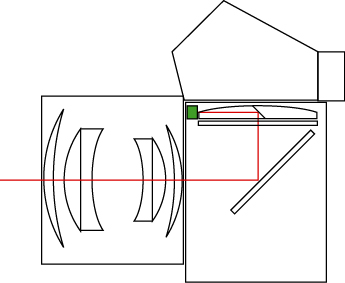
Sur le côté de la lentille du condenseur Canon F-1
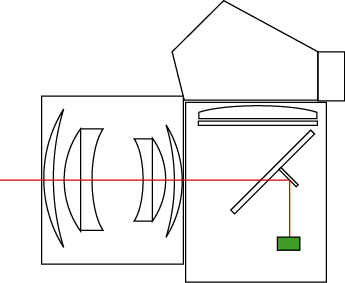
Sous le miroir, par réflexion à travers une fenêtre transparente et un miroir secondaire Leicaflex (en), Nikon F3, Olympus OM-3 (en)
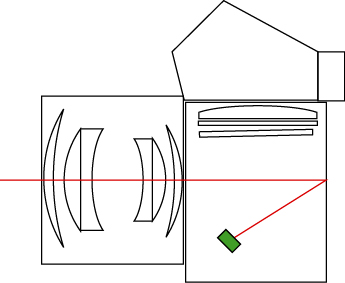
Sous le miroir, par réflexion sur le film ou le rideau de l'obturateur Olympus OM-2 (en), Pentax LX (en)
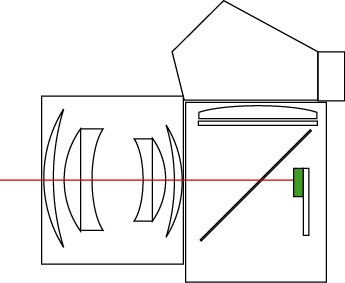
Bras articulé remontant derrière un miroir pelliculaire semi-transparent Canon Pellix
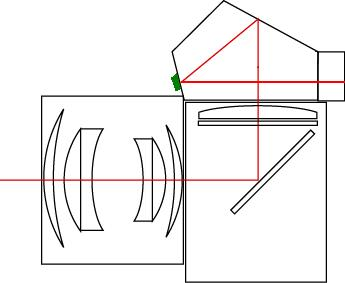
Fenêtre transparente sur une des faces du pentaprisme Zenit-TTL

Il existe quelques appareils reflex argentiques particulièrement élaborés dont le Olympus OM-2 (en), le Pentax LX (en), le Nikon F3 et le Minolta 9000 (en), où des cellules situées au pied de la boîte du miroir sont utilisées pour la mesure de l'exposition ambiante, soit à la place ou en plus — selon le modèle — des cellules de mesure situées dans le toit de l'appareil. Selon le modèle, la lumière y est réfléchie soit par un miroir secondaire situé derrière une partie semi-transparente du miroir principal, soit par un revêtement réfléchissant spécial sur le premier rideau de l'obturateur, soit par la surface du film lui-même ou par une combinaison de ces solutions. Un des avantages de cette solution est que la mesure ne nécessite pas de correction lors d'un changement d'écran de mise au point ou de viseur. Par ailleurs, certains des appareils utilisant cette configuration (par exemple le Minolta 9000) sont protégés contre les erreurs de mesure provoquées par la lumière atteignant les cellules sous des angles élevés, par exemple avec les objectifs à bascule et décentrement.
Les cellules de mesure situées au pied de la boîte du miroir et mesurant la lumière réfléchie par le film sont également utilisées par tous les reflex argentiques ayant adopté la solution classique de la mesure TTL au flash en temps réel.
Certains des premiers appareils reflex numériques Pentax peuvent aussi utiliser cette configuration pour la mesure flash TTL, mais puisque les propriétés de réflectance des capteurs d'image diffèrent significativement de celles des films, cette méthode se révèle peu fiable en pratique. Par conséquent, les reflex numériques ne proposent généralement pas de mesure TTL au flash en temps réel et doivent utiliser la mesure « préflash ». La mesure de la lumière ambiante et de la lumière flash sont effectuées par un module de mesure situé dans le toit de l'appareil (voir schémas ci-dessus).
Les appareils reflex numériques offrant le mode Live View ou la vidéo utilisent la sortie du capteur d'image pour la mesure de l'exposition dans ces modes. Cela s'applique également aux appareils numériques SLT de Sony, qui utilisent uniquement le capteur d'image pour la mesure de l'exposition. En 2012, aucun appareil reflex ou SLT commercialisé ne proposait de mesure TTL au flash en temps réel utilisant le capteur d'image. Cependant, on peut supposer que de telles méthodes seront un jour proposées à la suite des progrès de la technologie des capteurs d'image, étant donné les avantages de la mesure avec retour en temps réel et sans préflash.
Les systèmes de mesure TTL ont par ailleurs été introduits dans d'autres types d'appareils photo. La plupart des appareils compacts numériques utilisent la mesure TTL, réalisée par le capteur d'image lui-même.

## Modes de mesure TTL
Aujourd'hui, le système de mesure d'exposition TTL fonctionne généralement suivant trois modes principaux :
- le mode dit central (ou spot) analyse uniquement la partie la plus centrale de l'image ;
- le mode dit pondéré analyse une zone plus étendue, en pondérant la mesure centrale par l'intensité lumineuse périphérique ;
- le mode dit matriciel, le plus sophistiqué, analyse la totalité de l'image pour essayer de trouver la valeur la plus probable de l'intensité I. Sur les appareils reflex modernes, cette tâche est assurée par des cellules photoélectriques élémentaires dont les mesures sont traitées par un ou plusieurs microprocesseurs équipés de logiciels d'intelligence artificielle.

Sur beaucoup d'appareils modernes avancés, des segments ou zones multiples sont utilisés pour obtenir le niveau de luminosité de différents endroits de l'image. Selon le mode d'exposition choisi par le photographe, cette information est ensuite utilisée pour régler correctement l'exposition. Avec un simple spotmètre, un seul point de l'image est sélectionné. L'appareil règle l'exposition de façon que point particulier soit correctement exposé. Sur certains appareils reflex numériques modernes, la zone de mesure spot peut être couplée avec la zone de mise au point sélectionnée, offrant plus de flexibilité et rendant les systèmes de verrouillage de l'exposition moins utiles. Avec la mesure sur segments multiples (appelée également mesure matricielle ou mesure en nid d'abeille), les valeurs des différents segments sont combinées et pondérées pour établir l'exposition correcte. Les mises en œuvre de ces modes de mesure varient selon les appareils et les fabricants, ce qui rend difficile la prévision de l'exposition d'une scène lors d'un changement d'appareil.

## TTL au flash

### Appareils argentiques

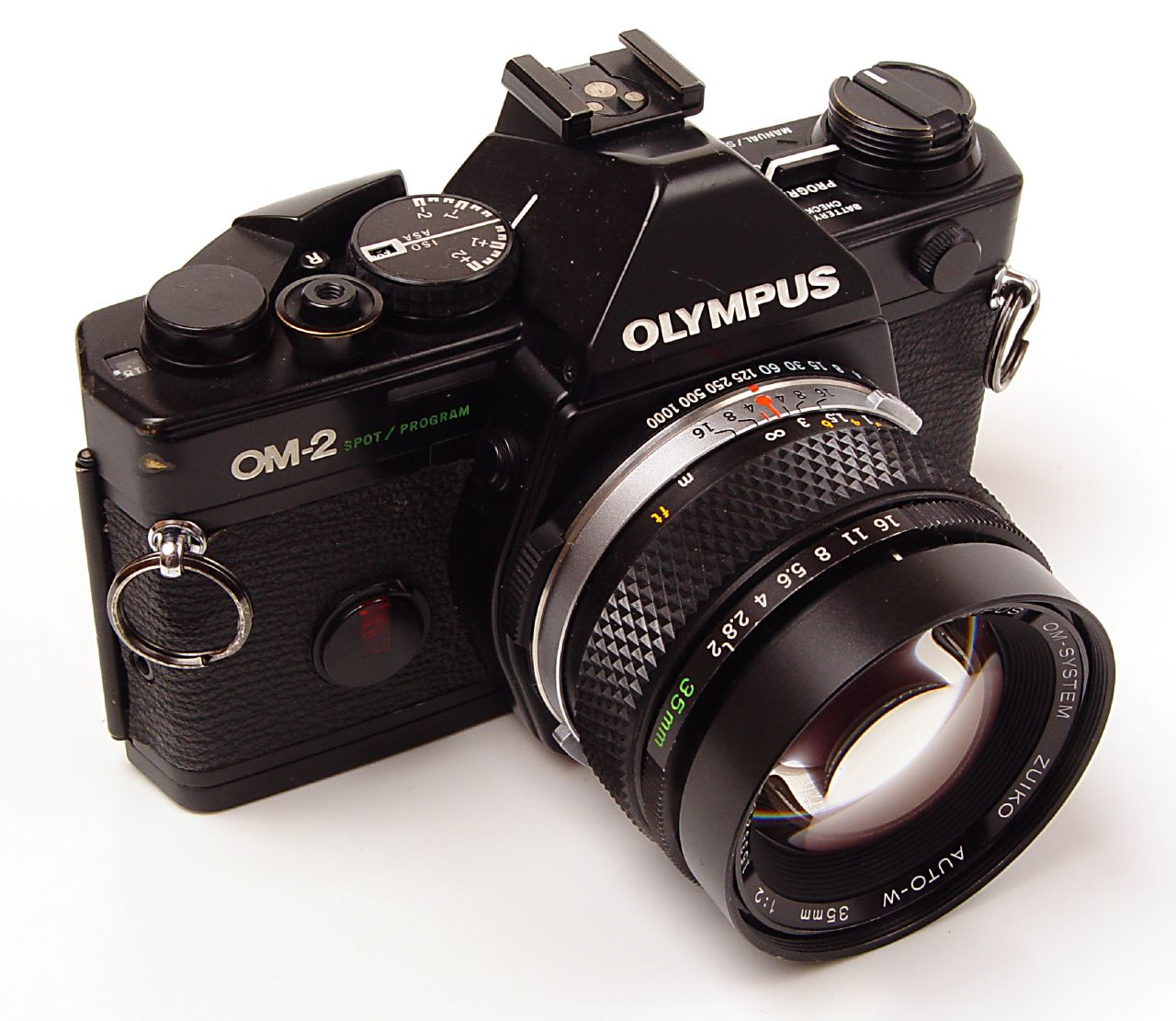
Olympus OM-2.

Olympus introduit en 1975 avec l'OM-2 la mesure sur le film avec deux cellules dans la chambre du miroir, dirigées vers l'émulsion. Afin de permettre une estimation avant le déclenchement, le rideau de l'obturateur est peint d'une mire quadrillée noir et blanc.
Pentax reprend l'idée et équipe le LX (en), sorti en 1980, d'un miroir secondaire derrière une zone semi-transparente du miroir principal pour dévier une partie du flux lumineux vers la cellule de la chambre du miroir.
Dans les deux cas, l'un des principaux avantages est de permettre le contrôle de l'éclair du flash par l'appareil pendant l'exposition.
Dans le camp des appareils traditionnels, Leica ajoute au M5 une cellule escamotable qui vient se placer devant le rideau pendant la visée.

### Appareils numériques
Sur les appareils de prise de vue numérique, tels que les compacts, les bridges et les hybrides et, d'une façon générale, tout appareil utilisant la visée par l'écran, le calcul se fait à partir de l'information (image) fournie par le capteur ; ils sont de fait tous TTL. En revanche, sur les reflex (jusqu'à l'apparition du mode Live View et de la vidéo), le capteur principal n'est mis en service que lors des prises de vue afin de lui éviter de chauffer et d'augmenter son niveau de bruit, ainsi que pour réduire la consommation électrique.
On en revient alors à des cellules complémentaires assurant la mesure de la luminance, toujours en TTL. Sur le Nikon D70s par exemple, comme sur l'Olympus OM-2 des années 1970, un damier est imprimé sur le premier volet de l'obturateur afin de réfléchir la lumière émise par le préflash (Séries SB600 et SB800) et qui sert à mesurer, a priori, la quantité de lumière nécessaire que doit délivrer le flash lors de la prise de vue.
Nikon utilise depuis 2003 un mode de flash appelé i-TTL, dans lequel le flash effectue plusieurs éclairs préliminaires pilotes afin que l'appareil photo mesure la lumière réfléchie et contrôle l'intensité du flash. Ce mode peut fonctionner en deux sous-modes, « dosage flash ambiance » ou « standard », selon que le niveau d'intensité du flash est réglé pour une exposition équilibrée du sujet principal et de l'arrière-plan, ou du sujet principal seul.
Le procédé de communication entre les reflex numériques et les flashs « Cobra » qui leur sont dédiés se nomment E-TTL (et pour les dernières générations, E-TTL2) et permettent une mesure de la lumière choisie par l'utilisateur, soit à prépondérance centrale soit évaluative. Dans les deux cas, une cellule intégrée au flash aide le boîtier à la mesure de l'exposition ambiante.